# Dora (Nouveau-Mexique)
Dora est un village américain situé dans le comté de Roosevelt dans le Nouveau-Mexique.

## Histoire
Le village est installé sur une région qui, avant la création du Comté de Roosevelt, avait pour nom le Llano Estacado, traversé par le couloir montagneux Blackwater Draw (en). Cette région est un site archéologique considéré comme l'un des berceaux de la culture nord-amérindienne.
Avant que des fermiers viennent s’installer, la région était habitée par les Comanches depuis les années 1700 jusqu'en 1874, date à laquelle ils seront déportés vers une réserve de l'Oklahoma,.
En 1906, un bureau de poste de l'United States Postal Service s'installe sur le territoire, puis 47 familles viennent s'installer et donne le nom de Dora en l'honneur d'une jeune femme venue s'installer Dora Mitchell.
En 1907, la première école est construite.

## Géographie
Les coordonnées géographiques sont : latitude : 33.93 nord et longitude : 103.34 ouest. Les villes et villages et plus proches sont : Causey, Portales, Elida, Floyd, Clovis (Nouveau-Mexique) avec la Cannon Air Force Base, et étant à proximité de la frontière du Texas, elle est dans le voisinage du Monahans Sandhills State Park et de Farwell.

## Démographie
Au recensement de 2019, le village compte 136 habitants répartis dans 51 logements, la taille moyenne des familles est de 3 membres, le revenu moyen par habitant est de 28 225 dollars, nettement en dessous du revenu moyen national.

## Services et équipements
Dora possède une école primaire et une high school (équivalent des lycées), un service de pompiers volontaires affiliés aux services du comté de Roosevelt (Volunteer Fire Departments), ainsi qu'un service d'ambulance.
Dora possède toujours son bureau de poste, qui fut le premier bâtiment de la bourgade en 1906,.
Dora a une église affiliée à la congrégation des Églises du Christ, comprenant 90 paroissiens.